# Bikeman Bank
Bikeman Bank är en ö i Kiribati.   Den ligger i örådet Tarawa och ögruppen Gilbertöarna, i den centrala delen av landet, 7 km norr om huvudstaden Tarawa.